# 나이토 나루유키
나이토 나루유키(일본어: 内藤 就行, 1967년 11월 9일 ~ )는 일본의 전 축구 선수이자 현 축구 지도자로 선수 시절에는 혼다 기연, 가시마 앤틀러스, FC 도쿄, 아비스파 후쿠오카, 볼카 가고시마에서 활동했다.

## 구단 경력
1990년 일본 사커 리그의 혼다 기연에 입단하였다. 1992년 J1리그의 가시마 앤틀러스로 이적했다. 1999년까지 148경기에 나서 3득점을 넣었다. 1996년과 1998년 2번의 J1리그 우승을 차지하였다. 2000년부터 2002년까지 FC 도쿄와 아비스파 후쿠오카에서 뛰었다.

## 지도자 경력
2021년 테게바자로 미야자키의 감독으로 취임하였다.

## 수상

### 클럽 (선수)
혼다 기연
- 일본 사커 리그 디비전 1 : 3위 (1990-91)
- JSL컵 : 준우승 (1991), 4강 (1990)
- 천황배 : 4강 (1990, 1991)

가시마 앤틀러스
- J1리그 : 우승 (1996, 1998), 준우승 (1993, 1997), 3위 (1994)
- J리그컵 : 우승 (1997), 준우승 (1999), 4강 (1992)
- 천황배 : 우승 (1997), 준우승 (1993), 4강 (1995, 1998)
- 일본 슈퍼컵 : 우승 (1997, 1998, 1999)
- 아시안 컵위너스컵 : 3위 (1998-99)

### 클럽 (지도자)
블랑디유 히로사키
- 도호쿠 사커 리그 : 우승 (2018), 준우승 (2019)

테게바자로 미야자키
- J3리그 : 3위 (2021)